# Sengoku 2
Pour les articles homonymes, voir Sengoku.
Sengoku 2 est un jeu vidéo du type beat them all développé et édité par SNK en 1993 sur borne d'arcade Neo-Geo MVS et sur console Neo-Geo AES et Neo-Geo CD (NGM 040). C'est le deuxième opus d'une série de trois jeux vidéo,,.

## Série
- Sengoku
- Sengoku 2 (1993)
- Sengoku 3 (2001)